# Ровное (Токмакский район)
Ровное (укр. Рівне) — село,
Новенский сельский совет,
Токмакский район,
Запорожская область,
Украина.
Код КОАТУУ — 2325282404. Население по переписи 2001 года составляло 11 человек.

## Географическое положение
Село Ровное находится на расстоянии в 1 км от cела Копани (Ореховский район).

## История
- 1775 год — дата основания как село Блюменталь.
- В 1945 г. переименовано в Вольное[2].
- В 1958 году переименовано в село Ровное.